# Nørre Asmindrup Kirke
Nørre Asmindrup Kirke er den ældste stenkirke i Odsherred. Typisk dansk landsbykirke, hvidkalket med rødt tegltag og takker på tårnet. Det er den højest beliggende kirke i Odsherred og den kan ses viden om.

## Eksterne kilder og henvisninger
- Wikimedia Commons har flere filer relateret til Nørre Asmindrup Kirke
- Nørre Asmindrup Kirke i bogværket Danmarks Kirker (udg. af Nationalmuseet)
- Nørre Asmindrup Kirke hos KortTilKirken.dk